# HD 101930
HD 101930 é uma estrela binária na constelação de Centaurus. A estrela primária tem uma magnitude aparente visual de 8,21, sendo invisível a olho nu. De acordo com medições de paralaxe do segundo lançamento do catálogo Gaia, o sistema está a uma distância de 98,0 anos-luz (30,1 parsecs) da Terra.

## Sistema estelar
A estrela primária do sistema, HD 101930 A, é uma estrela de classe K da sequência principal (anã laranja) com um tipo espectral de K1V. Sua massa já foi estimada entre 74% e 87% da massa solar, enquanto seu raio é de aproximadamente 82% do raio solar. A fotosfera da estrela está irradiando energia com 42% da luminosidade solar a uma temperatura efetiva de 5 140 K. HD 101930 A tem uma metalicidade superior à solar (148% da concentração solar de ferro) e é cromosfericamente inativa, indicando que não é particularmente jovem e que tem uma rotação lenta com um período estimado de 46 dias.
A estrela secundária do sistema, HD 101930 B, é uma anã vermelha com um tipo espectral entre M0V e M1V e uma magnitude aparente visual de 10,6. Foi identificada como uma estrela companheira de HD 101930 A em 2007, com base em seu movimento próprio comum e luminosidade, e está localizada a uma separação de 73 segundos de arco da primária, correspondendo uma separação projetada de 2 200 UA. Assumindo uma idade de 5 bilhões de anos para o sistema, sua massa é igual a 66% da massa solar. Observações espectroscópicas determinaram uma temperatura efetiva de 3 900 K e uma metalicidade igual à da primária dentro das incertezas. As medições astrométicas de paralaxe pela sonda Gaia determinaram para HD 101930 B uma distância idêntica à da estrela primária.

## Sistema planetário
HD 101930 A possui um planeta extrassolar conhecido, descoberto por espectroscopia Doppler em 2005. Foi um dos primeiros planetas detectados pelo espectrógrafo HARPS, que coletou 16 medições da velocidade radial da estrela entre fevereiro de 2004 e janeiro de 2005. As variações da velocidade radial são melhor explicadas por um planeta com uma massa mínima de 30% da massa de Júpiter, similar à massa de Saturno, orbitando a estrela em uma órbita curta com um período de 70,5 dias, semieixo maior de 0,30 UA e uma excentricidade baixa de 0,11.
| Planeta | Massa    | Semieixo maior (UA) | Período orbital (dias) | Excentricidade |
| ------- | -------- | ------------------- | ---------------------- | -------------- |
| b       | >0,30 MJ | 0,302               | 70,46 ± 0,18           | 0,11 ± 0,02    |